# Meloe cicatricosus
Meloe cicatricosus là một loài bọ cánh cứng trong họ Meloidae. Loài này được Leach miêu tả khoa học năm 1815.